# A cor obert
A cor obert, en versió original St. Elsewhere, és una sèrie de televisió dramàtica mèdica, emesa originalment per l'NBC des del 26 d'octubre de 1982 al 25 de maig de 1988. La sèrie està protagonitza per Ed Flanders, Norman Lloyd i William Daniels com a metges docents en un hospital de Boston, el Saint Eligius. Fou emesa doblada en català per TV3 a partir del 21 de setembre de 1986 i reposada en diverses ocasions.

## Repartiment[2]
| Actor             | Personatge                | Doblador              |
| ----------------- | ------------------------- | --------------------- |
| Williams Daniels  | Dr. Mark Craig            | José Luis Sansalvador |
| Norman Lloyd      | Dr. Daniel Auschlander    | Felip Peña            |
| Ed Flanders       | Dr. Donald Westphall      | Arseni Corsellas      |
| Ed Begley Jr.     | Dr. Victor Ehrlich        | Francesc Figuerola    |
| Denzel Washington | Dr. Philip Chandler       | Jordi Vilaseca        |
| David Morse       | Dr. Jack Boomer Norrison  | Jordi Brau            |
| Eric Laneuville   | Orderly Luther Hawkins    | Gal Soler             |
| Stephen Bartlett  | Ellen Craig               | Roser Cavallé         |
| Ronny Cox         | Dr. John Gideon           | Enric Arquimbau       |
| Kavi Raz          | Dr. Vijak Kochar          | Antoni Forteza        |
| David Birney      | Dr. Ben Samuels           | Toni Sevilla          |
| Howie Mandel      | Dr. Wayne Fiscus          | Jaume Comas           |
| Christina Pickles | Infermera Helen Rosenthal | Ana Maria Mauri       |
| Cynthia Sikes     | Dra. Annie Cavanero       | Maria Lluïsa Magaña   |
| Sagan Lewis       | Dra. Jacqueline Daniels   | Alicia Laorden        |
| Ellen Lewis       | Infermera Shirley Daniels | Anna Frigola          |
| Jennifer Savidge  | Infermera Lucy Papandrao  | Marta Molins          |